# آموزش مسائل جنسی (فیلم)
«آموزش مسائل جنسی» (انگلیسی: Sex Ed (film)) یک فیلم است که در سال ۲۰۱۴ منتشر شد.